# Eutanyacra alboannulata
Eutanyacra alboannulata là một loài tò vò trong họ Ichneumonidae.